# Nam Sách, Hải Phòng
Nam Sách là xã thuộc thành phố Hải Phòng, Việt Nam.

## Địa lý
Thị trấn Nam Sách có vị trí địa lý:
- Phía đông giáp xã Đồng Lạc
- Phía tây giáp xã Thái Tân
- Phía bắc giáp xã An Phú và xã Trần Phú
- Phía nam giáp các xã Đồng Lạc, Hồng Phong và thành phố Hải Dương.

Thị trấn Nam Sách có diện tích 8,27 km², dân số năm 2022 là 20.148 người, mật độ dân số đạt 2.436 người/km².

## Hành chính
Xã Nam Sách được thành lập dựa trên căn cứ khoản 40 đến khoản 45 Điều 1 Nghị quyết 1669/NQ-UBTVQH15 năm 2025 có nêu về danh sách 5 xã mới của Huyện Nam Sách tỉnh Hải Dương (cũ) sau sáp nhập xã với TP Hải Phòng trong đó xã Nam Sách được thành lập dựa trên gộp 3 xã, thị trấn như sau: Thị trấn Nam Sách, Xã Hồng Phong, Xã Đồng Lạc (thuộc huyện Nam Sách, tỉnh Hải Dương cũ).

## Lịch sử
Ngày 24 tháng 10 năm 2024, Ủy ban Thường vụ Quốc hội ban hành Nghị quyết số 1250/NQ-UBTVQH15 về việc sắp xếp đơn vị hành chính cấp xã của tỉnh Hải Dương giai đoạn 2023 – 2025 (nghị quyết có hiệu lực từ ngày 1 tháng 12 năm 2024). Theo đó, sáp nhập toàn bộ 3,59 km² diện tích tự nhiên và quy mô dân số là 6.556 người của xã Nam Hồng vào thị trấn Nam Sách.
Thị trấn Nam Sách có 8,27 km² diện tích tự nhiên và quy mô dân số là 20.148 người.

## Giao thông
Thị trấn Nam Sách là nút giao cắt của các tuyến đường 390, 5B, Quốc lộ 37.